# Lhotse

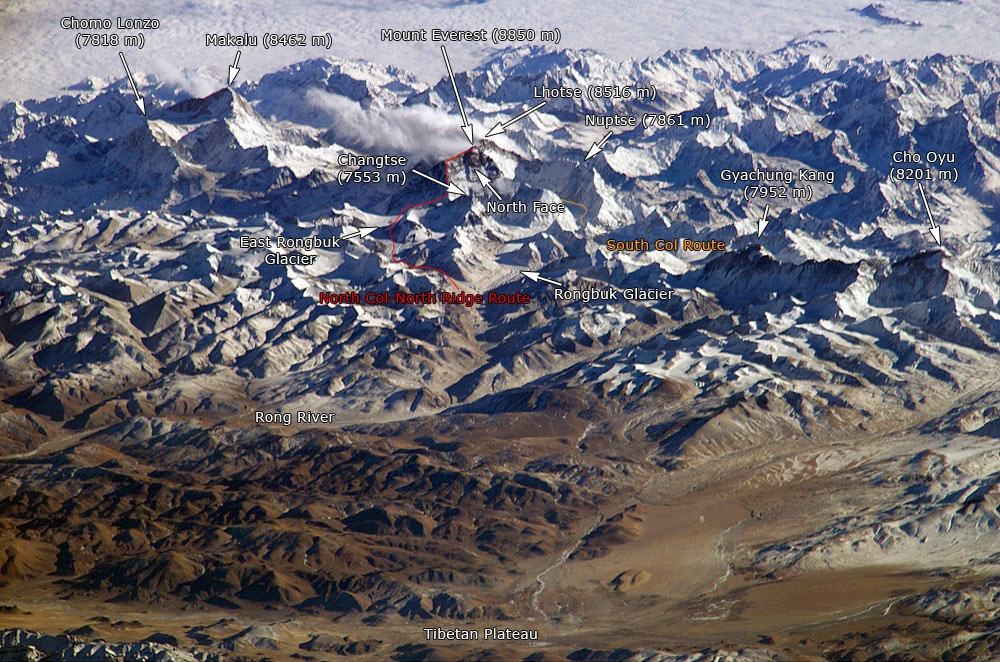
Vista desde el espacio de gran parte del Himalaya Central y de la vertiente que comparten el Everest y el Lhotse, desde la Estación Espacial Internacional.

El Lhotse (en nepalí: ल्होत्से; en chino, 洛子峰; pinyin, Luòzǐ Fēng) es la cuarta montaña más alta de la Tierra, solo superada por el Everest, el K2 y el Kangchenjunga. Se halla muy cerca del Everest, con el que queda conectado a través del Collado Sur. Lhotse significa literalmente “Pico Sur” en tibetano. Además de la cumbre principal, con una altitud de 8516 m s. n. m., la montaña cuenta con dos picos subsidiarios, el Lhotse Medio (al este) de 8414 m y el Lhotse Shar de 8383 m s. n. m. La montaña se halla situada en la frontera entre la región sur del Tíbet, en China, y la región de Khumbu, al norte de Nepal. 

## Ascensiones
Un primer intento de escalada al Lhotse fue llevado a cabo en 1955 por el equipo International Himalayan Expedition, encabezado por Norman Dyhrenfurth. El equipo llevaba consigo también dos austriacos (los cartógrafos Erwin Schneider y Ernst Senn) y dos suizos (Bruno Spirig y Arthur Spöhel), y fue la primera expedición en incluir a tres estadounidenses (Fred Beckey, George Irving Campana y Richard McGowan. El oficial de enlace de Nepal en la expedición era Gaya Nanda Vaidya y estuvieron asistidos por doscientos porteadores locales y varios escaladores sherpas. Después de un breve vistazo a los peligrosos accesos del Lhotse Shar al sur, volvieron su atención, durante septiembre y octubre, a las caras occidental y noroccidental del Lhotse, en la cual realizaron un intento de escalada donde llegaron a una altitud de 8100 m, momento en el que tuvieron que darse la vuelta al campo base rechazados por ráfagas de viento inesperadamente fuertes y temperaturas muy frías debido a la llegada del otoño. Bajo la dirección de Schneider completaron el primer mapa fotogramétrico de la zona del Everest a escala 1:50 000. La expedición también hizo varios cortometrajes sobre temas culturales locales, y realizó una serie de primeras ascensiones de picos más pequeños en el área de la región nepalí de Khumbu.
La cumbre principal del Lhotse fue escalada con éxito por primera vez el 18 de mayo de 1956 por un equipo suizo liderado por Ernst Reiss y Fritz Luchsinger que participaban en un equipo conocido como Swiss Mount Everest/Lhotse Expedition. Mucho más tarde, el 12 de mayo de 1970, los escaladores austriacos Sepp Mayerl y Rolf Walter realizaron el primer ascenso del Lhotse Shar. El Lhotse Middle, por su extrema dificultad de ascensión, permaneció, durante mucho tiempo, como el pico más alto del mundo aún por escalar, hasta que el 23 de mayo de 2001, se consiguió con éxito llegar a su cumbre gracias al trabajo de los escaladores de un equipo ruso de gran experiencia formado por los alpinistas Eugeny Vinogradsky, Sergei Timofeev, Alexei Bolotov y Petr Kuznetsov.
La vía habitual de ascenso al Lhotse comparte la misma ruta que la del monte Everest hacia el collado sur, subiendo a través del área conocida como la banda amarilla situada tras el campo III. Después de este punto, tras salir del campo III, las rutas divergen bifurcándose hacia la izquierda para los escaladores que intentan el Everest hacia el llamado Espolón de los Ginebrinos en ruta ascendente hacia el collado sur, mientras que los escaladores del Lhotse giran hacia la derecha, siguiendo la pared noroccidental que asciende la ladera hacia la cumbre del Lhotse. El último trayecto hasta la cima discurre a través de un estrecho corredor bastante arriesgado de escalar hasta que finalmente se alcanza la cumbre principal.

### Efemérides de los ascensos
- 1955 - Primer intento de escalada realizado por la International Himalayan Expedition.
- 1956 - Primer ascenso con éxito a la cumbre principal realizado por Fritz Luchsinger y Ernst Reiss.[4]
- 1965 - Primer intento de escalada al Lhotse Shar por un equipo japonés que logró alcanzar los 8100 m.[5]
- 1970 - Primer ascenso con éxito del Lhotse Shar por una expedición austriaca en la cual hicieron cumbre Sepp Mayerl y Rolf Walter
- 1979 - Segundo ascenso con éxito a la cumbre principal realizado por el gran escalador Jerzy Kukuczka.[6]
- 1981 - 30 de abril: Tercer ascenso en la historia a la cima principal del búlgaro Hristo Prodanov.[7]
- 1981 - 16 de octubre: Segundo ascenso con éxito al Lhotse Shar realizado por el suizo Colin Molines.
- 1986 - Ascenso con éxito de Reinhold Messner, convirtiéndose en la primera persona del mundo en ascender la totalidad de los catorce ochomiles.
- 1988 - 31 de diciembre: el escalador polaco Krzysztof Wielicki completa con éxito la primera ascensión invernal del Lhotse.[8]
- 1989 - 24 de octubre: Jerzy Kukuczka perece mientras escalaba la cara sur del Lhotse, debido a la rotura de una cuerda de segunda mano.[9]
- 1990 - 24 de abril: el gran escalador esloveno Tomo Česen realiza la primera escalada en solitario de la cara sur del Lhotse.[10] Debido a lo difícil, arriesgado y comprometido de la escalada, la expedición USSR Himalayan Expedition, declara que ese ascenso debería ser considerado imposible, abriendo una importante controversia al respecto.[cita requerida]
- 1990 - 16 de octubre, ascenso a la cara sur del Lhotse (primera para los soviéticos) de los alpinistas rusos Sergey Bershov y Gennadiy Karataev, miembros del equipo USSR Himalayan Expedition.
- 1994 - 13 de mayo: el mexicano Carlos Carsolio realiza un ascenso rápido a la montaña en estilo alpino, logrando un nuevo récord mundial desde el campo base hasta la cumbre en tal solo 23 horas y 50 minutos.
- 1996 - Chantal Mauduit se convierte en la primera mujer del mundo en llegar a la cima del Lhotse.
- 1997 - Intento de escalar el Lhotse Middle por la vía de la arista entre la cumbre principal y el Lhotse Shar, de parte de una expedición rusa liderada por Vladimir Bashkirov, quien falleció en el intento, justo debajo de la cumbre principal.
- 1999 - Intento por escalar el Lhotse Middle y atravesar las tres cumbres por un equipo ruso, fallaron debido al mal clima.
- 2001 - Primer ascenso en la historia del Lhotse Middle por el equipo de una expedición rusa.
- 2007 - La famosa escaladora nepalí Pemba Doma Sherpa, con dos ascensos con éxito en su haber al Everest, fallece por una caída accidental en su escalada al Lhotse a 8000 m.[11]
- 2011 - 14-15 de mayo: Michael Horst, guía estadounidense de alta montaña, corona las cumbres del Everest y del Lhotse sin descender hasta el campo IV situado en el Collado Sur, realizando la hazaña en menos de 21 horas de intervalo.[12]
- 2011 - 20 de mayo: el escalador indio Arjun Vajpai se convierte en el escalador más joven en ascender hasta la cumbre del Lhotse, con tan solo 17 años, 11 meses y 16 días.[13]

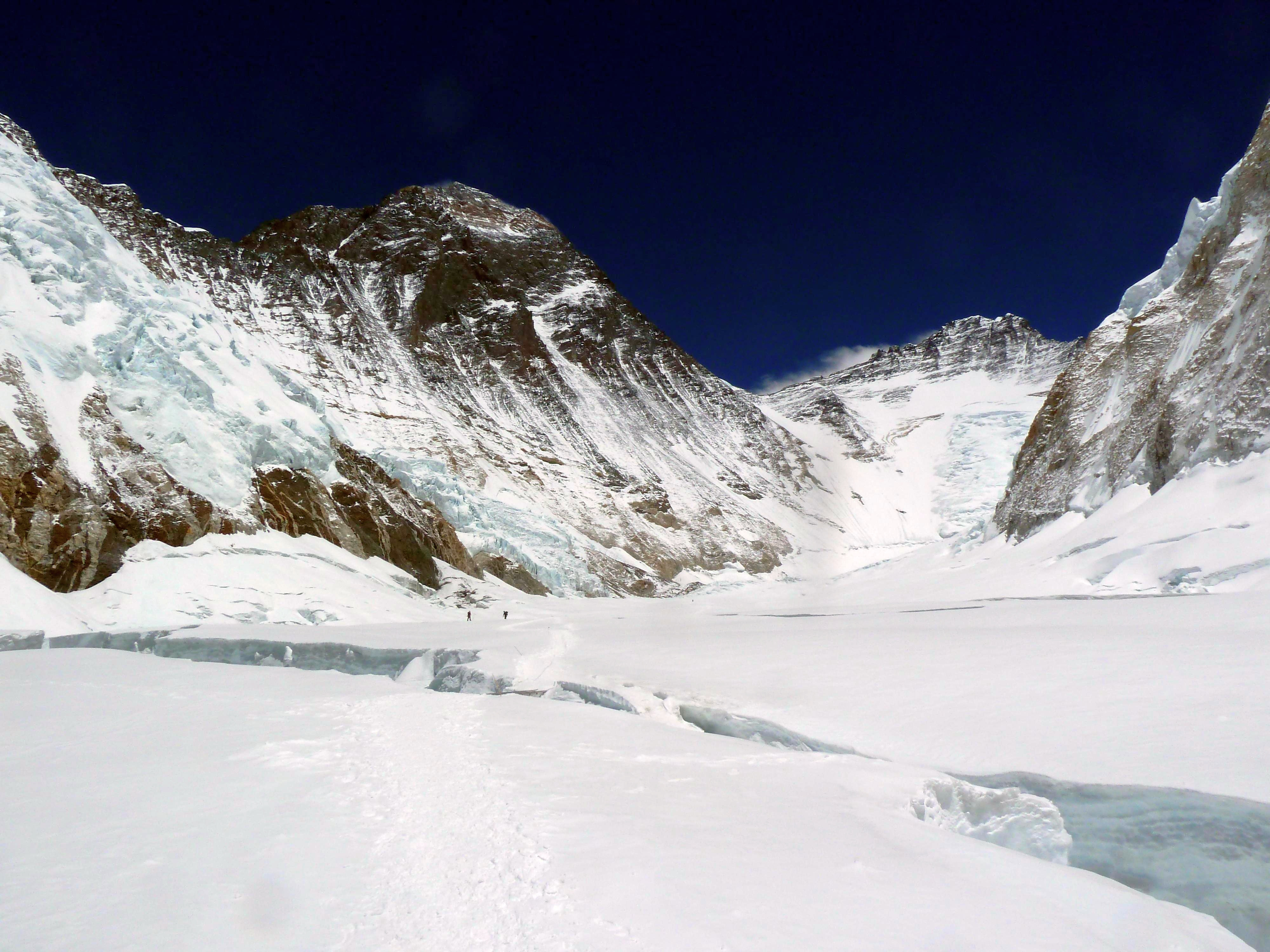
Vista de la Cara Occidental. La cumbre del Lhotse (en el centro, a la derecha) se halla conectada con el Everest (en centro de la imagen, a la izquierda) por el Collado Sur (centro, punto más bajo de la imagen en el horizonte).

- 2018 - 22 de mayo: el alpinista mexicano José Luis Sánchez Fernández se convirtió en el primer latinoamericano en escalar el Everest y el Lhotse en menos de 24 horas.[14]

### Lhotse Medio
El Lhotse Medio fue ascendido por primera vez en 2001 por tres escaladores rusos. Hasta ese momento, era la cumbre más alta del Mundo que jamás había sido ascendida con éxito debido a su extrema dificultad y peligrosidad.
El ascenso de 2001 no fue el único intento de escalar este famoso pico; la idea de alcanzar la cumbre fue proyectada en primer lugar por el ruso Vladimir Bashkirov (quien falleció en una expedición en 1997).
Detalles del ascenso a la cumbre:
- 2001, 23 de mayo: primer grupo compuesto por Alexey Bolotov, Sergey Timofeev, Evgeny Vinogradsky y Petr Kuznetsov.
- 2001, 24 de mayo: segundo grupo compuesto por Nikolay Zilin, Gleb Sokolov (que se convierte en la primera persona en lograr ascender con éxito todas las cumbres de los tres picos del Lhotse) y Yuri Koshelenko.
- 2001, 27 de mayo: tercer grupo compuesto por Vladimir Yanochkin y Viktor Volodin.

### Lhotse Face
La vertiente occidental del Lhotse es conocida como Lhotse Face. Cualquier escalador con destino al Collado Sur en el Everest debe subir esta pared de hielo azul glacial de 1125 m de altura. Esta pared se eleva en vertientes de 40° a 50°, alcanzado en ocasiones laderas casi verticales de 80 grados. A gran altura, la escalada de la pared se hace necesariamente con cuerdas fijas, usando piolets, jumars y crampones en las botas, debido a la dificultad, hasta que se alcanza el punto culminante en dos tramos rocosos llamados la Banda Amarilla y el Espolón de los Ginebrinos que interrumpen el ascenso en hielo en la parte superior de la pared.

### Siniestralidad
Pese a ser el 4.º ochomil de más altitud, el Lhotse es, afortunadamente, uno de los ochomiles con menos siniestralidad de la historia, ocupando el puesto duodécimo. Ello se debe, esencialmente, a que la mayor parte de los escaladores utilizan para el ascenso la cara occidental de la montaña, que comparte la misma vía que la ascensión al Everest. La mayor parte de las muertes, incluyendo la del extraordinario alpinista Jerzy Kukuczka, han sucedido escalando o descendiendo la vertiente sur de la montaña, pared de una tremenda dificultad. En diciembre de 2008, 371 escaladores habían conseguido con éxito ascender hasta la cima mientras que 20 habían muerto en el intento, lo cual supone menos de un 6 % de siniestralidad.

## Lecturas
Reiss, Ernst (1959). Mein Weg als Bergsteiger.